# アラブ・東ローマ戦争における捕虜交換
アラブ・東ローマ戦争における捕虜交換（アラブ・ひがしローマせんそうにおけるほりょこうかん）では、アラブ・東ローマ戦争を通じて、アッバース朝をはじめとしたアラブ人勢力と東ローマ帝国（ビザンツ帝国）の間で行われた捕虜の交換について述べる。捕虜交換は8世紀後半から10世紀後半まで続き、戦争中の両陣営の重要な交流機会となった。交換は両陣営の領域の境にあたるキリキアのラモス川で行わることが多かった。

## 捕虜の処遇
数世紀にわたって続く東ローマ帝国とイスラーム帝国の戦争の中で、両陣営は規則的な外交・文化交流を積み重ねるうちに、互いにある程度の理解と敬意を持つようになった。例えば東ローマ宮廷では、「東方のムスリム」は聖界官職者（東ローマ帝国と同じキリスト教を奉じるブルガリア人やフランク人を含む）に次ぐ好待遇を受けた。
また両陣営ともに、負傷した捕虜には人道的な治療が施された。東ローマ帝国では、アラブ人捕虜は凱旋式で見世物にされる以外はおおむね手厚い世話を受けた。高位の捕虜は賓客として扱われることが多く、競技場での戦車競走やコンスタンティノープル大宮殿での皇帝の宴席に招待されることもあった。皇帝の宴席では、セレモニーの一環として捕虜が皇帝から贈答品を贈られることも多かった。
しかし、一般兵の捕虜は、奴隷として売り飛ばされたり、身代金が払われるか捕虜交換の対象となるまで牢獄に留め置かれたりするのが普通だった。ほとんどは労働力として使役されたが、中にはキリスト教に改宗して土地を与えられ、東ローマ帝国内に住み着くものもいた。一方で、改宗しなかった者もモスクで礼拝をおこなう自由を認められていた。10世紀のアラブ人旅行家ムカッダスィーによれば、アラブ人捕虜は奴隷として働かされていたとはいえ、給料を稼ぐことができたし、東ローマ当局は「誰にも豚肉を食べるよう強制せず、鼻や舌を切り裂くようなこともしなかった」。

## 捕虜交換
東ローマ帝国とアラブ人は、国境であるキリキアのラモス川（現在のリモンル川）で定期的に捕虜交換 (ギリシア語: ἀλλάγια, allagia アラビア語:  fidāʾ, pl. afdiya)を実施した。捕虜交換が行われる前にはまずフドナ（休戦）が結ばれ、両陣営が川を挟んで対峙した。そしてそれぞれの陣営から1人ずつ捕虜を交換していった。イスラーム法学者のタバリーは、845年の捕虜交換の経過を詳細に記録している。「それぞれの陣営の捕虜が渡るために、川に2本の橋が架けられた。両陣営は互いに捕虜1名を解放し、その捕虜は同宗の仲間の元へ、反対から（もう一方の橋を）渡ってくる者と同時に橋を渡った。交換が終わり、余りの捕虜がいれば、身代金が支払われるか、奴隷と交換された。」

## 捕虜交換の一覧
| 時期         | 概要 |
| ------------ | --- |
| 769年        | 証聖者テオファネスのみが言及。 |
| 797年        | マスウーディーのみが言及。 |
| 805年        | マスウーディーとタバリーが言及。初めてラモス川で捕虜交換が行われた。アッバース朝の宦官アブー・スライマン・ファラジュの監督のもと、12日間で3,700人の捕虜が交換された。 |
| 808年        | マスウーディーとタバリーが「サビト・イブン・ナスルの捕虜交換」として言及。アラブ側のサビト・イブン・ナスルの監督のもと、7日間で2,500人が交換された。 |
| 810年        | マスウーディーのみが言及。 |
| 816年        | マスウーディーのみが言及。 |
| 845年9月     | 複数のムスリム史料が「カーカーンの捕虜交換」として言及。東ローマ側の手にあった捕虜の方が不釣合いに多かったため、アッバース朝カリフのワースィクは差を埋め合わせるための奴隷をバグダードやラッカの市場で買い漁ったり、自分自身に仕えていた女奴隷を解放したりせざるを得なくなった。またムスリム捕虜は、首席カーディーのAhmad ibn Abi Du'adの密使を送り込んで、クルアーン創造説に同意する捕虜のみ交換の対象として認めることにした。タバリーによれば、10日間で4,600人のアッバース朝側の捕虜が解放され、うち600人は女性、500人はズィンミーだった。なおイブン・アスィールはそれぞれの数を4,460人、800人、100人としている。 |
| 856年2月23日 | ムスリム文献には「シュナイフの捕虜交換」と記録されている。7日間行われ、タバリーによれば、東ローマ帝国は20,000人の捕虜を抱えており、ミカエル3世の母で摂政のテオドラ はキュリアコスの子ゲオルギオスという者を使節としてアッバース朝に派遣し、捕虜交換の開催を求めた。カリフのムタワッキルもこれに応じ、ナスル・イブン・アル＝アズハル・イブン・ファラジュを東ローマ帝国に派遣して捕虜の数を調査させた。855年11月19日から856年3月5日までの休戦が結ばれ、アッバース朝側の使節団はシュナイフ・アル＝カディムを長とし、首席カーディーのジャアファル・イブン・アブド・アル＝ワヒードらバグダードの高官が参加した。タバリーによれば、アッバース朝側は785人の男性捕虜と125人の女性捕虜を取り戻した。なおマスウーディーはそれぞれの数を2,200/2,000人と100人としている。 |
| 860年4/5月   | 「ナスル・イブン・アル＝アズハルとアリー・イブン・ヤフヤーの捕虜交換」。タバリーによれば、ミカエル3世が派遣されたトリフィリオスという名の年嵩の使節が、77人のムスリム捕虜とともにムタワッキルのもとに到来し、859年5月31日に拝謁した。返使としてナスル・イブン・アル＝アズハル・イブン・ファラジが帰還するトリフィリオスとともにコンスタンティノープルへ赴いた。しかし国境地帯のビザンツ側のルロン要塞守備隊が反乱を起こしてアッバース朝に寝返る事件が起きた影響で、捕虜交換の実施は翌春まで遅れた。タバリーとマスウーディーによれば、7日間の捕虜交換でムスリム捕虜の男女2,367人が返還された。 |
| 861/2年      | マスウーディーのみが言及。 |
| 867年        | マスウーディーのみが言及。 |
| 872年        | マスウーディーのみが言及。 |
| 896年9/10月  | 「Ibn Ṭughānの休戦」。タバリーとスィブト・イブン・アルアジャミーは、10日間の捕虜交換でムスリム側が2,504人の男女・子供の捕虜を取り戻したとしている。一方マスウーディーは全体で2,495人としたり、男性3,000人としたりして一定の人数を伝えていない。 |
| 905年9月     | アッバース朝の将軍Rustam ibn Baraduの監督下で高官が実施されたが、1,154人もしくは1,155人が交換されたところで中断した。マスウーディーによればビザンツ側が合意を破ったためで、そのためこの捕虜交換はアラブ側の文献で「背信の捕虜交換」(fidāʾ al-ghadr)と呼ばれている。 |
| 908年7月     | ビザンツ帝国の使節レオーン・ホイロスファクテスの2年に及ぶ交渉により、908年に捕虜交換が再開されることになった。そのため「完全な捕虜交換」(fidāʾ al-tamām)と呼ばれている。この時もRustam ibn Baraduが監督に入り、アッバース朝側はマスウーディーによれば2,842人以上、タバリーによれば「約3,000人」を取り戻した。 |
| 917年9/10月  | 「ムニスの捕虜交換」。ビザンツ帝国の使者ヨハネス・ラデノスがバグダードを訪れたのちに行われ、イブン・アル＝ジャウズィーによれば5,500人、マスウーディーによれば8日間で3,336人の捕虜が交換された。 |
| 925年9/10月  | 「ムフリフの捕虜交換」。マスウーディーによれば19日間で3,983人、マクリーズィーによれば3,933人のムスリムが交換された。 |
| 938年10月    | 「Ibn Warqāの捕虜交換」。エジプトで自立政権を築いていたアル＝イフシードがムスリム側の交渉役を担った。16日間で6,300人以上が交換されたが、ビザンツ帝国が保持している捕虜がムスリム側より800人多かった。この残りをアッバース朝が少しずつ金で買い戻していくために、休戦期間が6か月延長された。 |
| 946年10月    | ラモス川で行われた最後の捕虜交換。男女2,482人が交換され、ビザンツ帝国側に残ったムスリム捕虜230人はディナール金貨80,000枚を身代金として返還された。この身代金は、アレッポを拠点とするハムダーン朝とエジプトのイフシード朝のアミールが分担した。ハムダーン朝のサイフ・アッダウラの代理としてナスル・アッサマリが監督したため、この捕虜交換は「イブン・ハムダーンの捕虜交換」とも呼ばれる。 |
| 953年        | アレクサンドリアで小規模な捕虜交換が行われ、ムスリム60人が解放された。 |
| 954年        | ビザンツ帝国がサイフ・アッダウラのもとに使者を送り、捕虜交換交渉を行った。 |
| 966年6月23日 | 前年にビザンツ皇帝ニケフォロス2世フォカスがキリキアを征服した（ビザンツ帝国のキリキア征服）のを受けて、ハムダーン朝のサイフ・アッダウラとニケフォロス2世がサモサタで捕虜交換を行った。ビザンツ帝国は3,000人以上の捕虜を有しており、サイフ・アッダウラが1人270ディナールで買い戻すことになったが、240,000ディナール支払ったところでサイフ・アッダウラの資金が尽きたため、残りは高価な甲冑や人質で賄われた。人質の中には、サイフ・アッダウラの従弟で詩人として知られるアブー・ファリスがいた。 |
| 969年        | ビザンツ帝国とファーティマ朝がシリアを分割した後、捕虜交換を実施した。 |

## 分析
アーノルド・J・トインビーは、こうした捕虜交換において、ビザンツ側がより多くの捕虜を得ていた点に着目している。特に845年の捕虜交換は、838年のアモリオン略奪などアッバース朝がたびたびビザンツ側の都市を攻略し住民を強制移住させており、戦況がビザンツ側に有利に傾くのは863年のララカオンの戦いまで待たねばならないという時期であったにもかかわらず、ビザンツ帝国が捕らえていた捕虜はアッバース朝の捕虜よりはるかに多かった。トインビーによれば、その要因はビザンツ帝国の優れた軍事戦略にあった。小アジアを襲撃しに来たムスリムの軍勢に対し、衝突を避けつつ機を見て急襲する戦法が効果を発揮したのだという。